# كنزة (ملابس)

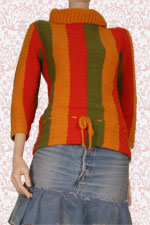
كنزة.

الكَنْزة (الجمع: كَنْزَات) أو المُعَرِّقة هي قميص يكون منسوج من الخيوط الصوفية يلبس في الشتاء. سمي هكذا لأنه يكنز الحرارة. يستخدم لتغطية منطقة الجذع والذراعين من جسم الإنسان. الغاية من الكنزة بالأصل هو تدفئة الجسم ولذا فهو يصنع غالباً من الصوف وفي بعض الأحيان يستخدم القطن أو الألياف الصناعية.

## الأنواع
تصنع الكنزة بحيث يغطي كامل منطقة الجذع، وتغطية منطقة الذراعين كاملة كقطعة واحدة. وتختلف مسمياته وفقاً لشكل تصميمه.